# 메르세데스-마이바흐 GLS
메르세데스-마이바흐 GLS는 독일의 고급 제조사인 메르세데스-마이바흐의 준대형 SUV이다.